# История Тувалу
Вплоть до XIX века острова Тувалу оставались изолированными от остального мира. Несмотря на то, что ещё в 1568 году испанским мореплавателем Менданьей был открыт атолл Нуи, входящий в состав архипелага, острова не вызывали особого интереса у европейцев. Причиной тому было нахождение вдали от основных морских путей и бедность ресурсами. В 1892 году над островами Тувалу (тогда были известны под названием «острова Эллис») был установлен британский протекторат, а в 1916 году они вошли в состав британской колонии Острова Гилберта и Эллис, как и острова Гилберта, остров Ошен (Банаба), Токелау, острова Фаннинг, Вашингтон и Рождества. Даже став частью мировой системы, Тувалу не играли ключевой роли в колониальной политике Британской империи. Более того, архипелаг не ощутил на себе наплыва многочисленных британских и американских миссионеров, так как христианизация местного населения осуществлялась несколькими самоанскими пасторами, которые прошли обучение в школах Лондонского миссионерского общества. В 1975 году острова Эллис стали отдельной британской колонией под названием «Тувалу» (в переводе с языка тувалу «группа восьми»), а в 1978 году — независимым государством в составе Содружества наций.

## Доколониальный период

### Заселение островов
Ранняя история архипелага изучена очень плохо в основном из-за отсутствия археологических данных. Тем не менее существуют предположения, что Тувалу были заселены полинезийцами, проживавшими к востоку от островов. Также выдвигались гипотезы о том, что архипелаг был одним из звеньев в колонизации региона, которая осуществлялась из Юго-Восточной Азии через Микронезию в Полинезию. Однако каких-либо доказательство дополинезийского населения в Тувалу не сохранилось.
Исследование истории заселения архипелага в значительной степени осложняется тем фактом, что легенды каждого из островов Тувалу, рассказывающих об исторических предках, противоречат друг другу (в основном по политическим причинам). Однако значительная часть легенд сводится к тому, что прародителями местных жителей были выходцы с других островов (Самоа, Тонга, восточной части Увеа и/или островов Гилберта).
Данные сравнительной лингвистики, предметы материальной культуры указывают на недавнее заселение островов Тувалу — в период с XIV по XVIII века. Тем не менее найденные в пещерах острова Ваитупу скелеты человека могут свидетельствовать о заселении архипелага в более ранний период — между 500—800 годами.

### Социальная организация доколониальных жителей
Ещё до появления в Тувалу европейцев местное население было разделено на отдельные группы, члены которых обладали определёнными правами и обязанностями. Но в отличие от других полинезийских обществ тувалийское было одно из наименее стратифицированных. Исторически каждый остров архипелага был политически самостоятельным, хотя между атоллами Фунафути, Нукуфетау, Нукулаэлаэ и Ваитупу существовали тесные связи, основанные на почитании общего предка и ритуальной иерархии.
Политическая и социальная система, сложившаяся в Тувалу в доколониальный период, соответствовала природным и территориальным ограничениям, которые создавали значительные препятствия на пути поступательного развития островного общества. Поселения жителей в прошлом представляли собой разбросанные по острову деревушки, в которых проживали или небольшие, или расширенные семьи. Все они были объединены в корпоративные группы, известные как пуикааига (тувалу puikaaiga) и включавшие до 10 членов. Земля была общим владением семьи, члены которой совместно её обрабатывали.
Признанными лидерами традиционного общества как в политическом, так и в религиозном смысле, были алики (тувалу aliki), или вожди, власть которых передавалась по наследству. Обладая огромным авторитетом, они руководили жизнью островитян. Согласно представлениям народа тувалу между сверхъестественным миром и алики существовала тесная взаимосвязь: по сути, вождь был тенью более могущественного и властного существа, которому подчинялась вся Вселенная. Любое решение алики было окончательным и неизменным, поэтому каждый островитянин был обязан ему подчиниться, иначе могло последовать наказание вплоть до смерти. Приближённых и помощников алики называли тао-алики (тувалу tao aliki). Они консультировали верховного вождя по вопросам ведения хозяйства, доносили о возможных угрозах, были посредниками между жителями и алики, организовывали распределение земли и еды между общинниками. Особым почтением пользовались старейшие главы общин. Они могли делать замечания алики (в основном в вопросах продуктового обеспечения и подготовки к войне), часто консультировали его. Женщины занимались домашним хозяйством, плели циновки, корзины, делали украшения. Каждая тувалийская семья, или солога (тувалу sologa), занималась определённым делом в общине: кто-то строил дома, кто-то каноэ и так далее.

## Исследование архипелага
Вплоть до 1820-х годов большинство островов Тувалу было неизвестно европейцам. Они же практически ничего не знали о населении и культуре местных жителей.
Европейским первооткрывателем Тувалу стал испанский мореплаватель Альваро Менданья де Нейра, назначенный главой экспедиции по исследованию и покорению Неведомой Южной Земли. В 1568 году путешественник открыл атолл Нуи: когда испанские корабли проплывали мимо него, Менданья заметил на берегу несколько каноэ. В 1595 году во время второго плавания им же был открыт атолл Ниулакита. Тем не менее путешественник не высадился на острове. Архипелаг же был назван «Лагунными островами».
Вплоть до XVIII века Тувалу оставалось незамеченным другими мореплавателями. Только в 1781 году испанским мореплавателем Франсиском Мореллем во время путешествия из Манилы в Мексику были открыты острова Ниутао и Нанумеа. В 1788 году часть островов была открыта английскими капитанами Томасом Гилбертом и Джоном Маршаллом. В 1819 году острова Тувалу были обследованы с борта канадского судна «Ребекка», находившегося под командованием капитана Арента де Пейстера (Arent de Peyster), который назвал архипелаг «Островами Эллис» в честь владельца корабля и члена британского парламента Эдварда Эллиса. Тогда же были открыты атоллы Фунафути и Нукуфетау.
В 1824 году французский путешественник Луи Дюперреи открыл остров Нануманга, который был принят за Ниутао. Нукулаэлаэ (1821) и Ваитупу (1826) были впервые замечены китобоями.

## Китобои и миссионеры
Долгие годы острова Тувалу оставались изолированными от остального мира: в период между 1568 и 1820 годом мимо архипелага проплыло всего одиннадцать кораблей. Но даже несмотря на этот факт, уже в этот период складывались определённые предпосылки для будущих торговых отношений. Начиная с 1821 года, мимо островов стали часто проплывать суда китобоев. Торговля с местными жителями осуществлялась на борту кораблей, в лагуне, на суше и на необитаемом в то время острове Ниулакита, где моряки пополняли запасы древесины. В целом, отношения туземцев с китобоями были дружественными в отличие от других островов региона, где островитяне враждебно встречали чужеземцев.
Практически единственным природным богатством Тувалу является кокосовая пальма, имеющая важное практическое значение. Уже в середине 1850-х годов на архипелаге австралийские компании стали производить пальмовое масло, которое к 1870-м годам было вытеснено копрой, до сих пор остающейся крупнейшей статьёй экспорта страны.
В целом начальный период контактов островитян с европейцами был неконфликтным, но в будущем ситуация резко изменилась. В начале 60-х годов XIX века на островах Тувалу стали появляться первые перуанские работорговцы, которые в период с 1862 по 1864 год вывезли с атоллов Фунафути и Нукулаэлаэ свыше 400 человек.
Особое влияние на жизнь островитян оказали христианские миссионеры из Лондонского миссионерского общества. В 1861 году Элекану, миссионера общества с острова Манихики (острова Кука), принесло течением на Нукулаэлаэ. Проведя на атолле несколько месяцев, он впоследствии отправился на проплывавшем мимо торговом судне на Самоа, где добился в 1865 году отправки на острова Нукулаэлаэ, Фунафути и Нуи христианских учителей. В отличие от других островов региона христианизация населения проводилась не британскими или американскими священниками, а самоанскими пасторами, заранее прошедшими подготовку в религиозных школах.
С распространением христианства на архипелаге были запрещены аборты, детоубийство. Миссионеры способствовали распространению грамотности среди местного населения, основных принципов денежного хозяйства, создали письменную форму языка тувалу.

## Колониальный период
В 1892 году острова Тувалу, как и соседние острова Гилберта, стали частью британского протектората.
Первоначально управление островами осуществлялось через традиционные модели, но впоследствии был установлен прямой контроль над архипелагом. Островные вожди лишились политической власти и уже не пользовались особым авторитетом среди местных жителей в отличие от христианских миссионеров, которые сохранили своё огромное влияние в обществе. Вступив в колониальную эпоху в виде самостоятельных образований, острова Гилберта и Эллис стали в будущем рассматриваться в качестве единой колониальной единицы. К тому же, для более удобного административного управления острова были объединены с островом Ошен (современный Банаба), который находился под контролем постоянного представителя. Впоследствии этот небольшой остров, где велись разработки фосфоритов, стал привлекать особое внимание эллисцев, которые переселялись на него в поисках работы. С 1877 года Британская империя управляла Островами Эллис через высокого комиссара, находившегося в Фиджи. В 1893 году был издан первый свод законов для протектората — Коренные законы Островов Эллис (англ. Native Laws of Ellice Islands). В них шла речь о наказаниях за убийства, воровство и другие незаконные действия. Вводилось и обязательное посещение школы. В 1908 году остров Ошен стал административным центром островов Эллис и островов Гилберта, а в 1916 году острова Тувалу стали частью британской колонии Острова Гилберта и Эллис.
В годы Второй мировой войны архипелагу удалось избежать вторжения японских вооружённых сил. Вместо этого, 2 октября 1942 года Тувалу были заняты американцами, которые сразу же начали строить авиабазы на атоллах Фунафути (в том числе, взлётно-посадочную полосу), Нанумеа и Нукуфетау. Несмотря на то, что японцы несколько раз атаковали американские базы на островах, в целом, архипелаг не понёс ощутимого ущерба.
В августе-сентябре 1974 года на архипелаге был проведён референдум, по результатам которого Острова Эллис, где большую часть населения составляли полинезийцы, отделились от Островов Гилберта, на которых проживали преимущественно микронезийцы: за это проголосовало подавляющее большинство (3799 голосов «за» и 293 голосов «против»). Бывший премьер-министр Тувалу Бикенибеу Паэниу объяснил этот выбор населения несколькими причинами: во-первых, жители островов Гилберта имели некоторые преимущества в получении стипендий, во-вторых, большая часть программ по развитию колонии реализовывались на территории островов Гилберта, в-третьих, жители островов Эллис были вынуждены преодолевать значительные расстояния для получения образования, медицинского обслуживания и работы на соседнем архипелаге, в-четвёртых, представители народа кирибати занимали все руководящие посты в колонии.
1 октября 1975 года Острова Эллис стали отдельной британской колонией Тувалу, получившей независимость в 1978 году.